# Alureon
Alureon é uma família de cavalos de troia que foram desenhados para aceder a informação confidencial através da intercepção do tráfego de rede do sistema e filtrar informação como nomes de utilizador, palavras-chave e dados de cartões de crédito.